# Gymnosiphon cymosus
Gymnosiphon cymosus är en enhjärtbladig växtart som först beskrevs av George Bentham, och fick sitt nu gällande namn av George Bentham och Joseph Dalton Hooker. Gymnosiphon cymosus ingår i släktet Gymnosiphon och familjen Burmanniaceae. Inga underarter finns listade i Catalogue of Life.